# Caiophora nivalis
Caiophora nivalis là một loài thực vật có hoa trong họ Loasaceae. Loài này được Lillo mô tả khoa học đầu tiên năm 1919.